# حوضه‌های بیابانی ایران مرکزی
حوضه‌های بیابانی ایران مرکزی، (شناسه صندوق جهانی طبیعت: PA1313) بوم‌ناحیه‌ای است که استپ‌های خشک و بیابانی ایران مرکزی را پوشش می‌دهد که تا شمال غرب افغانستان امتداد دارد. این ناحیه بوم‌شناختی بر روی فلات ایران مرکزی که توسط رشته کوه احاطه شده‌است و هیچ خروجی به دریا ندارد، امتداد دارد. بخش اعظم زمین بیابانی داغ با شن و ماسه و نمک‌زارهای بزرگ است. پوشش گیاهی ناحیه شامل بسیاری از گونه‌های تخصصی هالوفیت‌ها (شورزی)، گزروفیت‌ها (خشک‌زی) و ساموفیت‌ها است.

## موقعیت
این منطقه بوم گردی از غرب و جنوب به رشته کوه‌های زاگرس، از شمال به رشته کوه‌های البرز در امتداد دریای خزر، از شمال شرق به کوه‌های کپه داغ در مرز با ترکمنستان و از شرق به رشته‌های پایین‌تر در امتداد مرز با افغانستان محدود می‌شود. سلسله کوه‌های مرتفع‌تر درختزارهای کوهستانی کوه رود و شرق ایران که به داخل فلات نفوذ می‌کنند. در شمال حوضه، دشت کویر بزرگ (کویر نمک)، در شرق و جنوب دشت لوت (کویر شن و ماسه) و بخش‌هایی از فلات پوشیده از تپه‌های ماسه‌ای بزرگ قرار دارد. . میانگین ارتفاع ۹۰۰ متر (۳۰۰۰ فوت) است. برخی از مناطق در بهار از کوه‌های مجاور آب جاری می‌شوند، اما آب عمدتاً در تابستان به دلیل تبخیر از بین می‌رود. در شمال غربی دریاچه نمک قرار دارد که مجموعه قابل توجهی از دریاچه شور، شوره زار و نمکزار است.

## اقلیم
آب و هوای بوم‌ناحیه نیمه‌خشک (سامانه طبقه‌بندی اقلیمی کوپن (BSh)) است. این آب و هوا از ویژگی‌های استپ‌ها با تابستان‌های گرم و زمستان‌های خنک یا معتدل و کم بارش است. میانگین سردترین ماه بالاتر از صفر درجه سانتیگراد (۳۲ درجه فارنهایت) است. این منطقه زیست محیطی بالا و پایین‌های شدید دما را تجربه می‌کند، از پایین‌ترین دمای -۲۰ درجه سانتی‌گراد (۴- درجه فارنهایت) تا حداکثر ۴۲ درجه سانتی‌گراد (۱۰۸ درجه فارنهایت).

## گیاهان و جانوران
گیاهان این منطقه به شدت به ویژگی‌های خاک و رطوبت منطقه وابسته است. در حوضه‌های داخلی وسیع، پوشش زمین رایج‌تر، اسکراب کوتوله از جنس درمنه (سرده) و گون است. در مناطق خشک‌تر، پوشش باز است، با انواع غنی از گونه‌های هالوفیت و زیروفیت. مناطقی که بارندگی بیشتری دارند از افزودن گیاهان بالشتک خار پشتیبانی می‌کنند. صحراهای شنی از ارمک (سرده)، اسکنبیل (سرده) و آفتاب‌پرست (سرده) پشتیبانی می‌کنند. در حاشیه نمکزارهای دشت کویر، گیاهانی شامل  عجوه (سرده) (از یونانی hals (نمک) و تامنوس (بوته))، شور باتلاقی، تاغ (نام رایج saxaul) و علف شور (از لاتین salsus (نمک)) می‌رویند.
پستاندارانی که زمانی در این منطقه می‌زیستند، اکنون تعداد آنها بسیار کاهش یافته و بیشتر در مناطق حفاظت شده دیده می‌شود. این پستانداران عبارتند از یوزپلنگ آسیایی در حال انقراض، کفتار راه راه، غرم، غزال کوهی در معرض خطر ، پلنگ در معرض انقراض، و زرده‌بر درحال انقراض.

## مناطق حفاظت‌شده
بیش از ۱۲ درصد از مساحت این بوم‌ناحیه به‌طور رسمی محافظت می‌شود. این مناطق حفاظت‌شده عبارتند از:
- پارک ملی کویر
- پارک ملی خجیر
- پارک ملی سرخه‌حصار
- ذخیره‌گاه زیست‌کره توران